# Élections municipales de 2008 à Mulhouse
Pour un article plus général, voir Élections municipales de 2008 dans le Haut-Rhin.
Pour les articles homonymes, voir Élections municipales à Mulhouse.
Les élections municipales ont eu lieu les 9 et 16 mars 2008 à Mulhouse.

## Mode de scrutin
Le mode de scrutin à Mulhouse est celui des villes de plus de 1 000 habitants : la liste arrivée en tête obtient la moitié des 55 sièges du conseil municipal. Le reste est réparti à la proportionnelle entre toutes les listes ayant obtenu au moins 5 % des suffrages exprimés. Un deuxième tour est organisé si aucune liste n'atteint la majorité absolue et au moins 25 % des inscrits au premier tour. Seules les listes ayant obtenu aux moins 10 % des suffrages exprimés peuvent s'y présenter. Les listes ayant obtenu au moins 5 % des suffrages exprimés peuvent fusionner avec une liste présente au second tour.

## Contexte

### Contexte électoral
| Scrutin             | Circ.               | 1er tour | 1er tour | 1er tour | 1er tour | 1er tour | 1er tour | 1er tour | 1er tour | 1er tour | 1er tour | 1er tour | 1er tour | 2d tour         | 2d tour         | 2d tour         | 2d tour         | 2d tour         | 2d tour         | 2d tour         | 2d tour         | 2d tour         |
| Scrutin             | Circ.               | 1er      | 1er      | Score    | 2e       | 2e       | Score    | 3e       | 3e       | Score    | 4e       | 4e       | Score    | 1er             | 1er             | Score           | 2e              | 2e              | Score           | 3e              | 3e              | Score           |
| ------------------- | ------------------- | -------- | -------- | -------- | -------- | -------- | -------- | -------- | -------- | -------- | -------- | -------- | -------- | --------------- | --------------- | --------------- | --------------- | --------------- | --------------- | --------------- | --------------- | --------------- |
| Législatives 2002   | 5e                  |          | PS       | 36,56 %  |          | UMP      | 27,05 %  |          | FN       | 10,14 %  |          | MNR      | 9,27 %   |                 | UMP             | 53,21 %         |                 | PS              | 46,79 %         | pas de 3e       | pas de 3e       | pas de 3e       |
| Législatives 2002   | 6e                  |          | UDF      | 35,96 %  |          | Verts    | 21,36 %  |          | FN       | 21,06 %  |          | MNR      | 6,82 %   |                 | UDF             | 71,94 %         |                 | FN              | 28,06 %         | pas de 3e       | pas de 3e       | pas de 3e       |
| Régionales 2004     | Régionales 2004     |          | UMP      | 26,23 %  |          | FN       | 23,91 %  |          | PS       | 23,78 %  |          | ADA      | 6,89 %   |                 | PS              | 40,94 %         |                 | UMP             | 34,27 %         |                 | FN              | 24,79 %         |
| Européennes 2004    | Européennes 2004    |          | PS       | 25,55 %  |          | UMP      | 16,90 %  |          | FN       | 15,34 %  |          | UDF      | 12,81 %  | tour unique     | tour unique     | tour unique     | tour unique     | tour unique     | tour unique     | tour unique     | tour unique     | tour unique     |
| Présidentielle 2007 | Présidentielle 2007 |          | UMP      | 31,72 %  |          | PS       | 27,68 %  |          | UDF      | 17,08 %  |          | FN       | 12,52 %  |                 | UMP             | 54,29 %         |                 | PS              | 45,71 %         | pas de 3e       | pas de 3e       | pas de 3e       |
| Législatives 2007   | 5e                  |          | UMP      | 42,28 %  |          | PS       | 32,38 %  |          | FN       | 8,08 %   |          | MoDem    | 6,12 %   |                 | UMP             | 52,20 %         |                 | PS              | 47,80 %         | pas de 3e       | pas de 3e       | pas de 3e       |
| Législatives 2007   | 6e                  |          | NC       | 41,07 %  |          | PS       | 26,21 %  |          | FN       | 11,43 %  |          | MoDem    | 6,51 %   | élu au 1er tour | élu au 1er tour | élu au 1er tour | élu au 1er tour | élu au 1er tour | élu au 1er tour | élu au 1er tour | élu au 1er tour | élu au 1er tour |

### Enjeux
Jean-Marie Bockel est membre du PS depuis 1973. En 2007, lorsque Nicolas Sarkozy est élu président de la République, il nomme François Fillon, premier ministre. Après les législatives, il est nommé secrétaire d'État dans un gouvernement de droite, au nom de l'ouverture. Il est depuis 2007, Secrétaire d'État auprès du ministre des Affaires étrangères, chargé de la Coopération et de la Francophonie. La majorité municipale se divise entre des conseillers municipaux soutenant Bockel et les autres qui ne soutiennent pas Bockel dont Pierre Freyburger adjoint au maire depuis 1989. Ce dernier quitte la majorité et rejoint l'opposition, perdant ainsi son poste d'adjoint. 
Bockel crée le 26 septembre 2007, La Gauche moderne.

## Candidats
- Patrick Binder (FN), conseiller régional d'Alsace[1]
- Jean-Marie Bockel (La Gauche moderne), maire sortant, secrétaire d'État chargé de la Coopération et de la Francophonie, soutenu par l'UMP[1]

- Gérard Freulet (MPF), conseiller municipal, tête de liste MNR lors des élections municipales de 2001.
- Pierre Freyburger (PS), ancien adjoint au maire, conseiller général du canton de Mulhouse ouest. Liste soutenue par le PCF
- Françoise Ruch (ex-LO), liste d'« Union 68 pour construire un nouveau parti anticapitaliste ouvrier révolutionnaire » et de la LCR[3]
- Djamila Sonzogni (Verts), conseillère municipale et régionale, liste « Mulhouse en Vert et à Gauche, pour une Ville Verte et Solidaire »

## Sondages

### Premier tour
| Sondeur | Date             | Panel | EXG | PCF | PS         | Verts    | MoDem    | LGM    | MPF     | FN     | NSP |
| Sondeur | Date             | Panel |     |     | Freyburger | Sonzogni | Stoessel | Bockel | Freulet | Binder | NSP |
| ------- | ---------------- | ----- | --- | --- | ---------- | -------- | -------- | ------ | ------- | ------ | --- |
| Sondeur | Date             | Panel |     |     |            |          |          |        |         |        | NSP |
| Ifop    | 10 décembre 2007 | 502   | 2 % | 1 % | 22 %       | 5 %      | 7 %      | 46 %   | 9 %     | 8 %    | 4 % |

## Résultats
- Maire sortant : Jean-Marie Bockel (LGM)
- 55 sièges à pourvoir

|                          |                    |                                       |          |          |         |         |        |  |  |
| Tête de liste            | Tête de liste      | Liste                                 | 1er tour | 1er tour | 2d tour | 2d tour | Sièges |  |  |
| Tête de liste            | Tête de liste      | Liste                                 | Voix     | %        | Voix    | %       | Sièges |  |  |
|                          | Jean-Marie Bockel* | Pour Mulhouse ensemble (LGM-UMP)      | 10 845   | 40,35 %  | 12 266  | 43,16 % | 40     |  |  |
|                          | Pierre Freyburger  | Un nouveau souffle pour Mulhouse (PS) | 8 690    | 32,34 %  | 12 098  | 42,57 % | 11     |  |  |
|                          | Patrick Binder     | Le rassemblement des mulhousiens (FN) | 2 772    | 10,31 %  | 4 054   | 14,27 % | 4      |  |  |
|                          | Gérard Freulet     | Mulhouse plus fort (MPF)              | 2 082    | 7,75 %   |         |         |        |  |  |
|                          | Djamila Sonzogni   | Mulhouse en Vert et à gauche (Verts)  | 1 233    | 4,59 %   |         |         |        |  |  |
|                          | Françoise Ruch     | Mulhouse résistance sociale (LCR)     | 810      | 3,01 %   |         |         |        |  |  |
|                          | Julien Wostyn      | Lutte ouvrière (LO)                   | 442      | 1,64 %   |         |         |        |  |  |
| * Liste du maire sortant |                    |                                       |          |          |         |         |        |  |  |

## Composition du conseil municipal
| Liste            | Rang | Élus                   |
| ---------------- | ---- | ---------------------- |
| Liste Binder     | 01   | Patrick Binder         |
| Liste Binder     | 02   | Martine Binder         |
| Liste Binder     | 03   | Bernard Frey           |
| Liste Binder     | 04   | Nicole Vonflie         |
| Liste Freyburger | 01   | Pierre Freyburger      |
| Liste Freyburger | 02   | Pascale Schweitzer     |
| Liste Freyburger | 03   | Gilbert Buttazzoni     |
| Liste Freyburger | 04   | Florence Donnars       |
| Liste Freyburger | 05   | Dariusz Darek          |
| Liste Freyburger | 06   | Malika Ben M'Barek     |
| Liste Freyburger | 07   | Thierry Sother         |
| Liste Freyburger | 08   | Claudine Da Silva      |
| Liste Freyburger | 09   | Bernard Bay            |
| Liste Freyburger | 10   | Anka Vlajnic Poncelet  |
| Liste Freyburger | 11   | Dominique Caprili      |
| Liste Bockel     | 01   | Jean-Marie Bockel      |
| Liste Bockel     | 02   | Chantal Risser         |
| Liste Bockel     | 03   | Jean Rottner           |
| Liste Bockel     | 04   | Michèle Striffler      |
| Liste Bockel     | 05   | Bernard Stoessel       |
| Liste Bockel     | 06   | Lara Million           |
| Liste Bockel     | 07   | Denis Rambaud          |
| Liste Bockel     | 08   | Edmenise Trefle        |
| Liste Bockel     | 09   | Fabrice Ciarletta      |
| Liste Bockel     | 10   | Christiane Eckert      |
| Liste Bockel     | 11   | Michel Samuel-Weis     |
| Liste Bockel     | 12   | Christelle Fiegenwald  |
| Liste Bockel     | 13   | Thierry Nicolas        |
| Liste Bockel     | 14   | Christelle Ritz-Mangin |
| Liste Bockel     | 15   | Hakim Mahzoul          |
| Liste Bockel     | 16   | Sylvie Grisey          |
| Liste Bockel     | 17   | Roland Chaprier        |
| Liste Bockel     | 18   | Fatima Jenn            |
| Liste Bockel     | 19   | Philippe Trimaille     |
| Liste Bockel     | 20   | Annette Bour           |
| Liste Bockel     | 21   | Edouard Boeglin        |
| Liste Bockel     | 22   | Mevlüde Gûndûz         |
| Liste Bockel     | 23   | Eric Schweitzer        |
| Liste Bockel     | 24   | Maryvonne Buchert      |
| Liste Bockel     | 25   | Philippe Maitreau      |
| Liste Bockel     | 26   | Marie Conti            |
| Liste Bockel     | 27   | Bernard Klein          |
| Liste Bockel     | 28   | Axelle Lego            |
| Liste Bockel     | 29   | Jean-Pierre Walter     |
| Liste Bockel     | 30   | Fatine Beynil          |
| Liste Bockel     | 31   | Paul Quin              |
| Liste Bockel     | 32   | Natacha Kranz          |
| Liste Bockel     | 33   | Paul-André Striffler   |
| Liste Bockel     | 34   | Vanessa Aubert         |
| Liste Bockel     | 35   | Ajoub Bila             |
| Liste Bockel     | 36   | Sara Marguier          |
| Liste Bockel     | 37   | Frédéric Marquet       |
| Liste Bockel     | 38   | Emmanuelle Suarez      |
| Liste Bockel     | 39   | Henri Metzger          |
| Liste Bockel     | 40   | Audrey Heim            |

## Anecdotes
- Entrée au conseil municipal de Jean Rottner, futur maire de Mulhouse (2010-2017), élu sur la liste Bockel (3e position)
- Bockel affronte son ex-adjoint qui a démissionné de ses fonctions en 2007 pour protester contre la nomination de Bockel au gouvernement. Il a été adjoint de 1989 à 2007 soit 18 ans.
- Gérard Freulet tente pour la 4e fois de prendre la mairie mais avec une 3e étiquette différente. En effet, il a été la tête de liste du FN en 1989 et en 1995, du MNR en 2001 et cette fois du MPF.